# 2dF Galaxy Redshift Survey

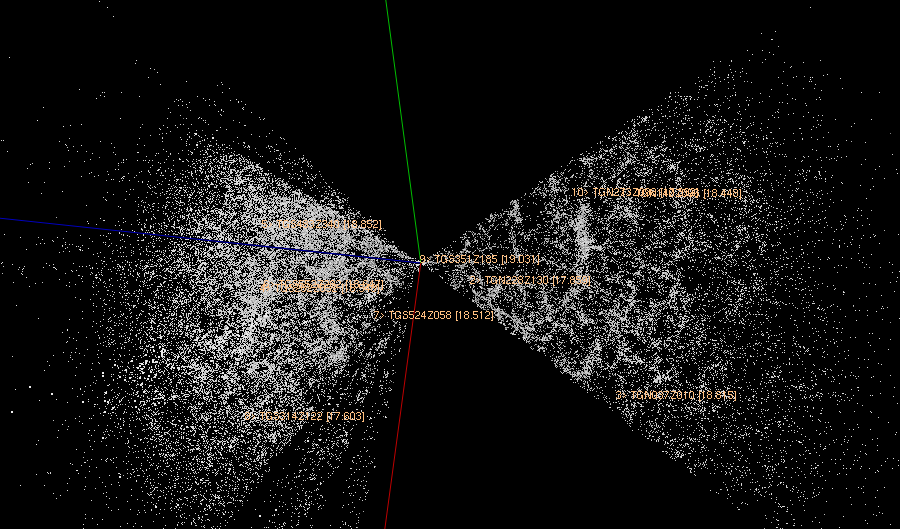
Interpretación de la información obtenida con el 2dFGRS.

En astronomía, el 2dF Galaxy Redshift Survey (Sondeo de corrimiento al rojo de galaxias en un campo de 2 grados), 2dF o 2dFGRS es un sondeo de corrimiento al rojo de galaxias llevado a cabo por el Observatorio Anglo-Australiano (AAO) con el Telescopio Anglo-Australiano de 3,9m entre 1997 y el 11 de abril de 2002.
 
Los datos de este sondeo fueron publicados el 30 de junio de 2003. Ésta inspección reveló la estructura a gran escala en una sección del Universo local. Hasta enero de 2007 era el segundo sondeo de corrimiento al rojo más grande después del Sloan Digital Sky Survey, que comenzó en el 2000. Steve Maddox y John Peacock estuvieron a cargo del proyecto.

## Descripción
El 2dF cubrió un área de unos 1500 grados cuadrados, combinando zonas cercanas a los dos polos galácticos norte y sur.
 
El nombre se deriva del hecho de que el instrumento utilizado cubre un área de aproximadamente 2 grados cuadrados.
Las áreas seleccionadas para la observación fueron previamente exploradas por el proyecto APM Galaxy Survey (en el que también trabajó Steve Maddox).
 
Las regiones inspeccionadas cubren un poco más de 75 grados de ascensión recta en ambas bandas. La declinación de la banda polar norte fue de unos 7,5 grados aproximadamente mientras que la declinación de la banda polar sur fue de 15 grados aproximadamente. También se observaron cientos de campos aislados de 2 grados cuadrados cerca de la banda polar sur (véase ésta ilustración, donde los círculos negros representan los campos observados, y la malla roja representa la observación previa del proyecto APM).
En total, se obtuvo la fotometría para 382.323 objetos, también se obtuvieron espectros de 245.591 objetos, de los cuales 232.155 eran de galaxias (221.414 de ellos con buena calidad), 12.311 son de estrellas, y 125 pertenecen a quasares.
 
El sondeo requirió de 272 noches de observación, repartidas a lo largo de 5 años.
El sondeo se realizó con el Telescopio Anglo-Australiano de 4 metros, con el instrumento "2dF" instalado en el foco primario, permitiendo la observación de un campo de 2 grados en cada apuntado. El instrumento dispone de un espectrógrafo equipado con dos bancos de 200 fibras ópticas cada uno, permitiendo la medida simultánea de 400 espectros. El magnitud aparente límite del sondeo es de 19,5, cubriendo objetos con un corrimiento al rojo en su mayor parte de menos de z = 0,3 y una media de corrimiento al rojo de 0,11. El volumen del Universo cubierto por el sondeo es de aproximadamente 108 h−1 Mpc3, donde h se corresponde al valor de la constante de Hubble, H0, dividido por 100. H0 es aproximadamente 70 km/s/Mpc. El mayor corrimiento al rojo observado corresponde a una distancia de 600 h−1 Mpc.

## Resultados del sondeo
Los resultados principales obtenidos por el 2dF en el campo de la cosmología son:
- Las medidas del parámetro de densidad de la materia no relativista (materia bariónica más materia oscura más neutrinos masivos).
- La detección de oscilaciones acústicas de bariones y, como consecuencia de esto, la relación entre la densidad de materia bariónica y materia oscura.
- Establecimiento de los límites de la contribución de los neutrinos masivos a la materia oscura, acotando la suma de las masas de las tres familias de neutrinos a 1,8 eV.

Todos estos resultados están de acuerdo con las medidas de otros experimentos (principalmente con los del WMAP), que confirman el modelo cosmológico estándar.

El sondeo 2dF también nos da una visión única de nuestro entorno cósmico local.  Muchos supercúmulos sobresalen, como la Gran Muralla Sloan, la mayor estructura conocida en el universo hasta la fecha.